# Maysaloun Hamoud
Hamoud Maysaloun (Budapest, 1982) è una regista palestinese.

## Biografia
Maysaloun Hamoud è una regista e sceneggiatrice palestinese nata a Budapest nel 1982 e cresciuta a Dir-Hana, in Israele.
Cresciuta da genitori palestinesi nel villaggio di Dir-Hana, a nord di Israele, studia presso la Mishar School of Art di Tel-Aviv, per poi trasferirsi a vivere a Jaffa.
Dopo essersi cimentata in una serie di cortometraggi tra cui "Shades of Light"  nel 2009, "Sense of Morning", l’anno successivo e "Salma" del 2012, esordisce nel 2016 con  “In Between – Libere, disobbedienti, innamorate”, già premiato al Festival di Toronto, Haifa e quello di San Sebastian, e distribuito in Italia solo in Aprile. Questa coproduzione tra la DBG, israeliana e la francese Des Lamas, porta in scena i temi dell’intolleranza patriarcale, attraverso il racconto delle vite di tre giovani donne palestinesi, scatenando non poche controversie da parte dei fondamentalisti di fronte al chiaro riferimento nel film del villaggio conservatore di UMM al Fahm, in Cisgiordania, dal quale è giunta subito una ‘fatwa’ nei confronti della regista.

## Filmografia

### Cortometraggi
- Shades of Light (2009)
- Sense of Morning (2010)
- Salma (2012)

### Cinema
- In Between – Libere, disobbedienti, innamorate (2016)

## Premi e riconoscimenti
2016:
- Vincitrice del premio NETPAC Award for World/ International Asian Film Première durante il Toronto Film Festival con il film Bar Bahar (Libere disobbedienti innamorate)[1];
- Premio Giuria Giovani, San Sebastian International Film Festival con il film Bar Bahar (Libere disobbedienti innamorate).
- Miglior Opera Prima Haifa International Film Festival come[2].

2017: Cannes Film Festival, Premio Women in Motion Young Talents Award.